# Bengala
Bengala, född 17 oktober 1978 i Nezahualcóyotl, är en mexikansk fribrottare eller luchador från Mexiko. Bengala brottas som en tecnico eller babyface det vill säga en god karaktär. Han är under kontrakt med Consejo Mundial de Lucha Libre, vanligtvis förkortat som "CMLL" där han brottats sedan 1996. Han var tidigare känd under namnet Sombra de Plata (svenska: Skuggan av silver).
Den 28 augusti 2007 vann Bengala under namnet Sombra de Plata en insatsmatch, en så kallad Lucha de Apuestas mot La Flecha som därför tvingades raka huvudet.
Bengala är som många andra mexikanska fribrottare under en mask när han tävlar, enligt Lucha libre traditioner. Hans riktiga namn är inte känt av allmänheten.